# Guillaume Christophe Marie de Toulouse-Lautrec-Montfa
Guillaume Christophe Marie Pons, comte de Toulouse-Lautrec-Montfa (Paris, 10 février 1902 - Saint-Mandé, 9 octobre 1985), est un officier de marine français.

## Biographie
Il entre à l'École navale en septembre 1919 et en sort enseigne de 2e classe en octobre 1921. Il embarque alors sur le croiseur cuirassé Jules-Michelet puis sur le Montcalm  en Extrême-Orient. Il est romu enseigne de 1re classe en décembre 1923. Il embarque ensuite sur les torpilleurs Somali et Tonkinois puis sur la canonnière Alerte avant de commander la canonnière La Grandière en Chine de 1926 à 1928, sur le haut Yangzi Jiang.
Lieutenant de vaisseau (juillet 1928), il embarque sur le navire-atelier Vulcain puis intègre l’École des officiers de transmissions. Il est instructeur sur le croiseur-école Jeanne-d'Arc (1930) avant d'être désigné pour l’État-major général de la marine (1933-1934) puis à celui de la 1re escadre (1935).
Élève de l’École de guerre navale, il en sort breveté et embarque alors sur le cuirassé Provence (1936-1937). Capitaine de corvette (avril 1938), détaché auprès de l'Amirauté britannique pour établir les codes et instructions utiles à la coopération des deux marines, il devient en septembre 1938 commandant en second du contre-torpilleur Triomphant et prend part en 1939 aux opérations de l'escadre de l'Atlantique.
En mai 1940, il commande le torpilleur Siroco et participe aux opérations de Hollande et de Dunkerque où son bâtiment est coulé le 31 mai. Il commande ensuite le torpilleur Mistral réfugié en Grande Bretagne qui est saisi par la Royal Navy. Il est promu capitaine de frégate pour faits de guerre. Il est alors désigné pour l'amirauté à Vichy.
Chef de la délégation marine de la Commission d'armistice (janvier 1943), à l'état-major à Paris (octobre 1944) puis officier de liaison auprès des forces navales britanniques en Allemagne (août 1946), il est désigné comme commandant de la flottille amphibie d'Indochine Sud puis des forces maritimes du Mékong en février 1942.
Capitaine de vaisseau (juillet 1949), commandant du croiseur-école Jeanne-d'Arc (1950-1951), il est affecté à l'état-major de l'inspection générale des forces maritimes puis, à la base navale de Norfolk aux États-Unis à l'état-major du commandement interallié de l'Atlantique.
Auditeur à l'Institut des hautes études de défense nationale (novembre 1954), promu contre-amiral (janvier 1955), il devient adjoint marine du commandant du Collège de défense de l'OTAN puis commande en octobre 1956, les forces maritimes du Pacifique.
Inspecteur des réserves (février 1959), vice-amiral (mars 1960), il est versé en 2ème section en mars 1960.
Président du Yacht Club de France (1965-1976), membre du conseil de la Société centrale de sauvetage, fondateur et président de la Fédération française des fêtes maritimes, membre de l'Académie de marine dont il est élu secrétaire perpétuel en 1979, il décède à Saint-Mandé le 9 octobre 1985.